# Mandevilla vanheurckii
Mandevilla vanheurckii är en oleanderväxtart som först beskrevs av Müll. Arg., och fick sitt nu gällande namn av Markgr.. Mandevilla vanheurckii ingår i släktet Mandevilla och familjen oleanderväxter. Inga underarter finns listade i Catalogue of Life.